# 東海たまて箱
東海たまて箱（とうかいたまてばこ）は、NHK名古屋放送局が2004年4月から9月10日まで東海3県向けにNHK総合テレビジョンで放送した情報番組である。前身の番組は「石井かおるのちょっとひといき」である。

## 放送時間
毎週月曜日 - 金曜日の16:45 - 17:55（途中17:00 - 17:10の全国ニュースを挟む）

## 司会
- 飯田紀久夫（メインキャスター、NHK名古屋放送局アナウンサー）
- 菅純子（サブキャスター、当時NHK名古屋放送局契約キャスター）
- 青木由佳（サブキャスター、当時NHK名古屋放送局契約キャスター）

## 番組コーナー
- 中継ほっとライブ（ほっとイブニングと共通の中継コーナー）
- この地方のニュース
- むねハルくん情報（広報コーナー）
- 東海アーカイブス、
- モリゾーとキッコロ（アニメ）
- あなたの街から